# Agne Söderberg
Agne Axel Roland Söderberg, född 15 maj 1917 i Strömsberg, Tolfta socken, Uppsala län, död 18 april 2007 i Västlands församling, Tierps kommun, var en svensk målare, tecknare och skulptör.
Han var son till sågverksarbetaren Axel Emanuel Söderberg och Alma Sofia Larsson och från 1943 gift med Greta Maria Grönberg. Söderberg fick först i mitten av 1940-talet möjlighet att studera och arbeta med konst. Han studerade vid Otte Skölds målarskola 1946 och vid Åke Pernbys målarskola i Borgafjäll 1955, i Tossa de Mar i Spanien 1956 och vid olika målarskolor och kurser i Paris 1953–1954, dessutom bedrev han självstudier under resor till Norge, Finland, Tyskland, Italien, Ryssland, Spanien, Nederländerna och Belgiska Kongo. Separat ställde han bland annat ut i Sandviken, Söderhamn, Norrköping, Skutskär och Karlholmsbruk i Uppland. Bland hans offentliga arbeten märks två fresker för Hållnäs kommun och en dekorativ oljemålning för Västlands kommun i Uppsala län och en historiemålning på 20 m2 för Karlholmsbruk. Han utförde ett mindre antal skulpturer men arbetade huvudsakligen med bildkonst. Som illustratör och tecknare medverkade han i Gefle Dagblad och Arbetarbladet i Gävle samt tidskrifterna Friska vindar, De värnlösas vän och Svensk jakt. Vid sidan av sitt eget skapande undervisade han i konst vid olika studiecirklar. Hans studieresa till Belgiska Kongo resulterade i filmen Målarresa till Kongo. Söderberg är representerad vid Norrköpings stadshus.